# Up on Cripple Creek
Up on Cripple Creek è un brano musicale del gruppo The Band, inciso nel loro secondo album omonimo. Pubblicato anche come singolo nel novembre 1969, ha raggiunto la 25ª posizione sulla Billboard Hot 100. Up on Cripple Creek venne scritta dal chitarrista e principale autore delle canzoni della Band Robbie Robertson e cantata dal batterista Levon Helm.
Un'esecuzione live di Up on Cripple Creek appare nel film-documentario L'ultimo valzer, oltre che venire inclusa nell'album della colonna sonora del film. Le interpretazioni dal vivo della canzone sono inoltre presenti nell'album Before the Flood, il quale registra i brani del tour della Band insieme a Bob Dylan del 1974, e nella versione estesa di Rock of Ages del 2001, album originariamente pubblicato nel 1972.
Up on Cripple Creek ha il merito di essere la prima canzone in cui è presente per la prima volta il clavinet suonato assieme al wah wah. Il riff può essere udito dopo ogni ritornello. Il suono del clavinet, accompagnato dal pedale wah wah, diventerà un segno riconoscibile nella musica della prima metà degli anni '70, specialmente nel genere funk.

## Il brano
Nel titolo vi è il riferimento a Cripple Creek, una cittadina del Colorado. Composta sulle basi della musica meridionale delle radici, il personaggio principale della canzone è un uomo in auto diretto a Lake Charles, in Louisiana, per andare a trovare una ragazza del posto, Bessie, con la quale ha una relazione. Nel brano, il protagonista gioca d'azzardo, beve, ascolta musica e trascorre il tempo in compagnia della sua "little Bessie", la quale avrà un ruolo importante nel prosieguo della vicenda. Alla fine della canzone, esausto per il viaggio, l'uomo ha intenzione di ritornare dalla sua "big mama", anche se sotto sotto è tentato di andare da Bessie un'altra volta. "Big mama" è un termine usato inoltre dai camionisti per riferirsi al loro dispatcher della banda cittadina. Il verso this life of living on the road suggerisce e rimarca il riferimento alla vita dei camionisti.
Il critico Bill Janovitz di AllMusic descrive la melodia come "leggera e orecchiabile", affermando pure che possiede "un groove di New Orleans." Janovitz ritiene inoltre che il clavinet in stile funky e non convenzionale di Garth Hudson, sia stato da precursore alla tastiera di Stevie Wonder nel brano Superstition.
Il duo hip hop Gang Starr trasse ispirazione dal ritmo della traccia per incidere il singolo Beyond Comprehension.

## Classifiche
| Classifiche (1969-70)  | Miglior posizione |
| ---------------------- | ----------------- |
| Canadian RPM Singles   | 10°               |
| U.S. Billboard Hot 100 | 25°               |

## Formazione
- Levon Helm – voce, batteria
- Rick Danko – basso elettrico, voce di accompagnamento
- Garth Hudson – clavinet con pedale wah wah, organo Lowrey
- Richard Manuel – pianoforte, voce di accompagnamento
- Robbie Robertson – chitarra elettrica

## Nella cultura di massa
- La canzone venne suonata nei titoli di coda dell'undicesimo episodio della seconda stagione della serie tv The Last Man on Earth.[2]

## Cover
- Tom Wopat incise una cover come colonna sonora del programma televisivo Hazzard del 1979
- Il gruppo dei Gomez inclusero Up on Cripple Creek nell'album tributo dei The Band del 2007 Endless Highway: The Music of The Band